# 恋するオルランド
『恋するオルランド』（こいするオルランド、Orlando innamorato）は、ルネサンス期のイタリアにおいて、マッテーオ・マリーア・ボイアルドが作成した叙事詩。八行連詩のオッターヴァ・リーマの形式で68篇からなる。ボイアルドは38歳のころから執筆を開始したのだが、ヴェネツィアで起こった戦争のため中断されてしまう。1486年までには再開する予定だったのだが、結局未完のまま終わった。

## 概要
1495年に初版が出版された。しかし、16版を重ねた後は約3世紀に渡り再版されることはなかった。フランチェスコ・ベルニ（Francesco Berni）が1542年に本作を改変した作品を発表した。それ以降、1830年ごろにアントニオ・パニッツィが本作を復刻するまでボイアルドの名前はほとんど忘れられていた。
『恋するオルランド』は、主にオルランドの恋と冒険を描いている。素材としてはシャルルマーニュ伝説（ブルフィンチ『シャルルマーニュ伝説』に詳しい、訳書は下記）や、アーサー王物語を題材とした上で、ボイアルド自身の創作を書き加えている。単一の物語を語るのではなく、複数のエピソードが複合的に語られる形式を採用している。主なエピソードとしては、アンジェリカを巡りオルランドをはじめとする騎士が彼女の愛を求めるエピソード、さらに、オルランド達はアンジェリカの父に協力しカタイ（契丹に語源をもつ、古代中国をモデルとした架空の国）の都市、アルブラッカを包囲するタタール人と戦ったりもする。終盤では、ムーア人はパリを包囲し、シャルルマーニュ軍と戦闘を繰り広げる。

## 後世への影響
未完作で、韻も完全に踏めていない部分も箇所もあるが、『恋するオルランド』は、優れた傑作であると評価されている。当時は伝説などは、無味乾燥なものとして描かれる時代であったのに対し、ボイアルドの作品は、全体を通して恋への情熱、忠誠などを生き生きと描いているためである。
1516年にルドヴィーコ・アリオストによる、オルランドを主人公とした続編としての名作『狂えるオルランド』が創作されている。さらにルネサンス期の詩人トルクァート・タッソもボイアルドの叙事詩をいくつかの部分で借用している。なおタッソの代表作『解放されたエルサレム』では、ボイアルドの作品は題材とされていない。

### 文献
- トマス・ブルフィンチ『シャルルマーニュ伝説 中世の騎士ロマンス』市場泰男訳（新版・講談社学術文庫、2007年）

オルランドの恋と冒険を描いている。『恋するオルランド』、『狂えるオルランド』、『ローランの歌』を併せたダイジェスト版での物語